# Strigamia munda
Strigamia munda är en mångfotingart som först beskrevs av Chamberlin 1952.  Strigamia munda ingår i släktet Strigamia och familjen spoljordkrypare.
Artens utbredningsområde är Turkiet. Inga underarter finns listade i Catalogue of Life.